# Генерал Общества Иисуса
Генерал Общества Иисуса — официальный титул главы Общества Иисуса, известного также как орден иезуитов. Генерал ордена избирается на Генеральной конгрегации и исполняет эту роль пожизненно или до добровольной отставки. Находится в прямом подчинении папы римского, не подчиняется никаким территориальным церковным структурам. Осуществляет ординарную власть в Обществе, схожую с властью епископа в подчинённой ему епархии. Всего в истории Общества был 31 генерал, ещё 4 человека руководили иезуитами в России в период роспуска ордена (1773—1814 год). Большинство руководителей ордена исполняли свои обязанности вплоть до смерти, в отставку по состоянию здоровья подали двое — Педро Аррупе и Петер-Ханс Кольвенбах. Текущим генералом Общества Иисуса является Артуро Соса, избранный в 2016 году.

## Список генералов Общества Иисуса

### От основания до роспуска
| №  | Генерал                 | Изображение | Начало          | Конец           | Место рождения           | Продолжительность правления (дни) |
| -- | ----------------------- | ----------- | --------------- | --------------- | ------------------------ | --------------------------------- |
| 1  | Игнатий Лойола          |             | 19 апреля 1541  | 31 июля 1556    | Аспейтиа, Испания        | 5582                              |
| 2  | Диего Лаинес            |             | 2 июля 1558     | 19 января 1565  | Альмасан, Испания        | 2393                              |
| 3  | Франсиско Борджа        |             | 2 июля 1565     | 1 октября 1572  | Гандиа, Испания          | 2648                              |
| 4  | Эверардо Меркуриано     |             | 23 апреля 1573  | 1 августа 1580  | Ла Рош-ан-Арден, Бельгия | 2657                              |
| 5  | Клаудио Аквавива        |             | 19 февраля 1581 | 31 января 1615  | Атри, Италия             | 12 399                            |
| 6  | Муцио Вителлески        |             | 15 ноября 1615  | 9 февраля 1645  | Рим, Италия              | 10 679                            |
| 7  | Винченцио Карафа        |             | 7 января 1646   | 8 июня 1649     | Неаполь, Италия          | 1248                              |
| 8  | Франческо Пикколомини   |             | 21 декабря 1649 | 17 июня 1651    | Сиена, Италия            | 543                               |
| 9  | Алессандро Готтифреди   |             | 21 января 1652  | 12 марта 1652   | Рим, Италия              | 51                                |
| 10 | Госвин Никель           |             | 17 марта 1652   | 31 июля 1664    | Юлих, Германия           | 4519                              |
| 11 | Джованни Паоло Олива    |             | 31 июля 1664    | 26 ноября 1681  | Генуя, Италия            | 6327                              |
| 12 | Шарль де Нойель         |             | 5 июля 1682     | 12 декабря 1686 | Брюссель, Бельгия        | 1621                              |
| 13 | Тирсо Гонсалес          |             | 6 июля 1687     | 27 октября 1705 | Арганса, Испания         | 6688                              |
| 14 | Микельанджело Тамбурини |             | 31 января 1706  | 28 февраля 1730 | Модена, Италия           | 8521                              |
| 15 | Франц Ретц              |             | 7 марта 1730    | 19 ноября 1750  | Прага, Чехия             | 7562                              |
| 16 | Игнатий Висконти        |             | 4 июля 1751     | 4 мая 1755      | Милан, Италия            | 1389                              |
| 17 | Луиджи Чентурионе       |             | 30 ноября 1755  | 2 октября 1757  | Генуя, Италия            | 672                               |
| 18 | Лоренцо Риччи           |             | 21 мая 1758     | 16 августа 1773 | Флоренция, Италия        | 5566                              |

### Генеральные викарии и генералы в России
21 июля 1773 года папа Климент XIV бреве «Dominus ac Redemptor noster» распустил Общество Иисуса. С этого момента Общество продолжало существовать только на территории России, где Екатерина II поддержала иезуитов и отказалась публиковать буллу о роспуске. В 1801 году папа Пий VII официально разрешил существование Общества, но только на территории России. С 1782 по 1801 год глава иезуитов в России носил титул «Генеральный викарий в России», с 1801 по 1814 год, когда орден был полностью восстановлен — «Генерал в России»
| №  | Генеральный викарий (Генерал) | Изображение | Начало          | Конец           | Место рождения     | Продолжительность правления (дни) |
| -- | ----------------------------- | ----------- | --------------- | --------------- | ------------------ | --------------------------------- |
| -- | Станислав Черневич            |             | 17 октября 1782 | 21 октября 1785 | Каунас, Литва      | 1100                              |
| -- | Гавриил Ленкевич              |             | 8 октября 1785  | 21 октября 1798 | Полоцк, Белоруссия | 4761                              |
| -- | Франциск Каре                 |             | 12 февраля 1799 | 11 августа 1802 | Орша, Белоруссия   | 1275                              |
| -- | Габриэль Грубер               |             | 22 октября 1802 | 6 апреля 1805   | Вена, Австрия      | 897                               |

### После восстановления ордена
Буллой от 7 августа 1814 года «Sollicitudo omnium ecclesiarum» папа Пий VII восстановил Общество Иисуса во всех его правах и привилегиях. Фаддей Бжозовский, который с 1805 по 1814 год занимал пост Генерала Общества Иисуса в России, после 1814 года возглавил весь восстановленный орден. Однако указом Александра I ему было запрещено покидать Россию.
| №  | Генерал               | Изображение | Начало           | Конец           | Место рождения                   | Продолжительность правления (дни) |
| -- | --------------------- | ----------- | ---------------- | --------------- | -------------------------------- | --------------------------------- |
| 19 | Фаддей Бжозовский     |             | 7 августа 1814   | 5 февраля 1820  | Кёнигсберг, Пруссия              | 2008                              |
| 20 | Луиджи Фортис         |             | 18 октября 1820  | 27 января 1829  | Верона, Италия                   | 3023                              |
| 21 | Ян Филипп Ротан       |             | 9 июля 1829      | 8 мая 1853      | Амстердам, Нидерланды            | 8704                              |
| 22 | Иоанн Питер Беккс     |             | 2 августа 1853   | 4 марта 1887    | Схерпенхеувел-Зихем, Бельгия     | 12 267                            |
| 23 | Антонио Андерледи     |             | 4 марта 1887     | 18 января 1892  | Берисаль, Швейцария              | 1781                              |
| 24 | Луис Мартин           |             | 2 октября 1892   | 18 апреля 1906  | Мельгар-де-Фернаменталь, Испания | 4945                              |
| 25 | Франц Вернц           |             | 8 сентября 1906  | 20 августа 1914 | Ротвайль, Германия               | 2903                              |
| 26 | Владимир Ледуховский  |             | 11 февраля 1915  | 13 декабря 1942 | Лоосдорф, Австрия                | 10 167                            |
| 27 | Жан-Батист Янссенс    |             | 15 сентября 1946 | 5 октября 1964  | Мехелен, Бельгия                 | 6595                              |
| 28 | Педро Аррупе          |             | 22 мая 1965      | 3 сентября 1983 | Бильбао, Испания                 | 6678                              |
| 29 | Петер-Ханс Кольвенбах |             | 13 сентября 1983 | 14 января 2008  | Дрютен, Нидерланды               | 8889                              |
| 30 | Адольфо Николас       |             | 19 января 2008   | 3 октября 2016  | Вильямурьель-де-Серрато, Испания | 3180                              |
| 31 | Артуро Соса           |             | 14 октября 2016  | —               | Каракас, Венесуэла               | 1314                              |

## В искусстве
В романе «Виконт де Бражелон, или Десять лет спустя» генералом Ордена стал один из главных героев трилогии — Арамис.